# Patiala (Distrikt)
Der Distrikt Patiala (Panjabi ਪਟਿਆਲਾ ਜ਼ਿਲ੍ਹਾ) ist ein Verwaltungsdistrikt im indischen Bundesstaat Punjab. Die Hauptstadt ist Patiala.

## Bevölkerung
Beim Zensus 2011 betrug die Einwohnerzahl 1.895.686, 10 Jahre zuvor waren es noch 1.584.780.
Das Geschlechterverhältnis lag bei 891 Frauen auf 1000 Männer.
Die Alphabetisierungsrate betrug 75,28 % (80,20 % bei Männern, 69,80 % bei Frauen).
55,91 % der Bevölkerung zählen zu den Sikhs, 41,32 % zu den Hindus, 2,11 % sind Muslime.

## Verwaltungsgliederung
Der Distrikt ist in 5 Tehsils gegliedert:
- Nabha
- Patiala
- Patran
- Rajpura
- Samana

Im Distrikt gibt es eine Municipal Corporation: Patiala.
Des Weiteren gibt es folgende Municipal Councils:
- Nabha
- Patran
- Rajpura
- Samana
- Sanaur

Nagar Panchayats im Distrikt sind:
- Bhadson
- Ghagga
- Ghanaur